# 健康診断

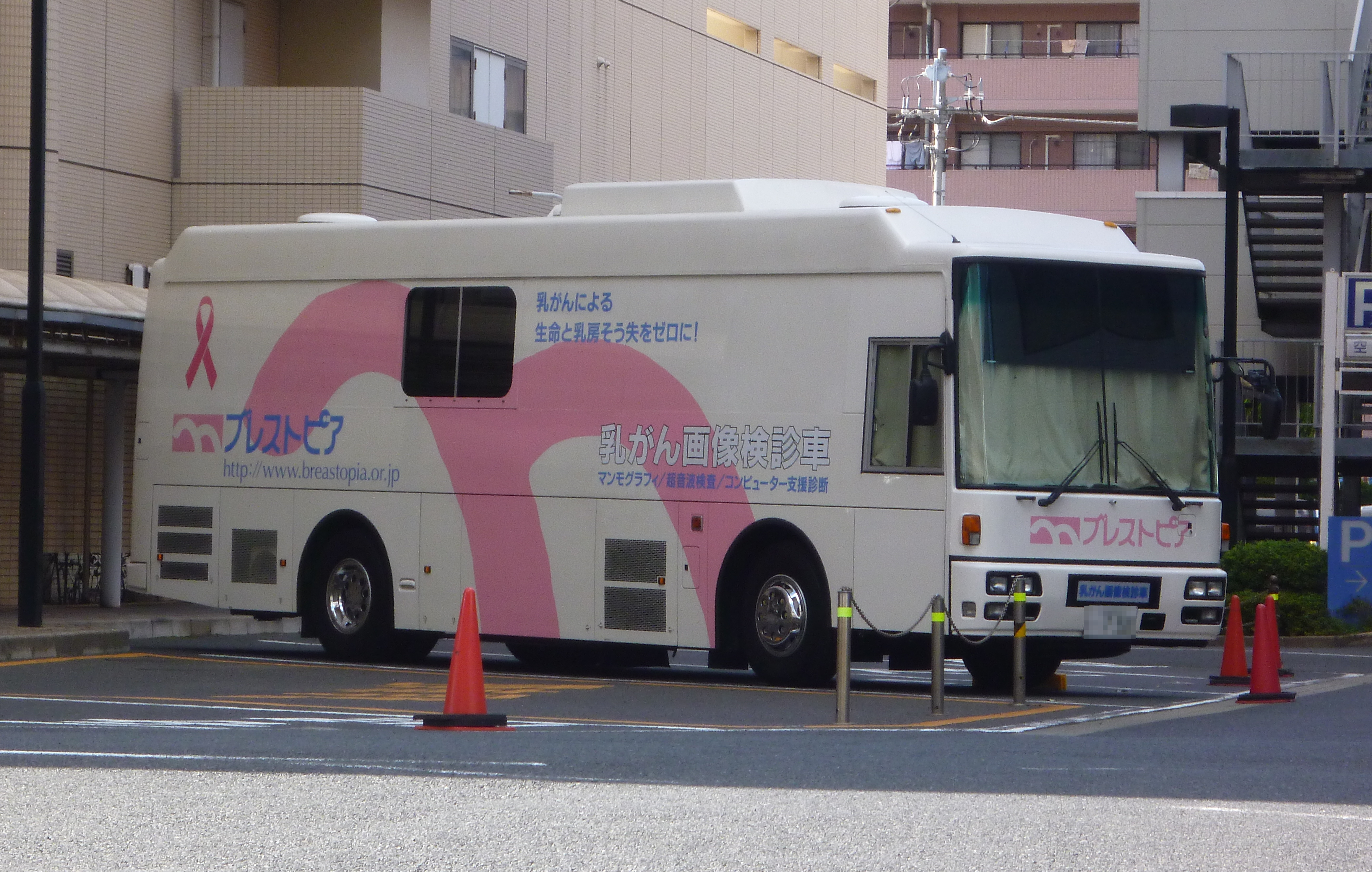
マンモグラフィー車

健康診断（けんこうしんだん、General medical examination）とは、診察および各種の検査で健康状態を評価することで健康の維持や疾患の予防・早期発見に役立てるものである。健診（けんしん）、健康診査とも呼ばれる。スクリーニングのひとつ。※学校の場合、学校健診と呼ばれる。
なお、特定の疾患の発見を目的としたものは、検診（たとえばがん検診）と具体的に呼ばれる。

## 日本における健康診断
日本の近代以前の例を挙げると、慶応元年（1865年）に松本良順が新選組の構成員に対して健康診断を行っている。
日本における近代的な健康診断の仕組みは、結核の撲滅という目的のためにスタートした。また、日本では健診車で巡回するスタイルも一般的になっているが、これは結核予防を目的とするレントゲン車が始まりとなっている。
学校や職場、地方公共団体で行われるなど「学校保健安全法により実施が義務付けられている」ものと、受診者の意思で「任意に」行われるものがある。任意に行われる健康診断は診断書の発行を目的とした一般的評価のことが多いが、全身的に詳細な検査を行い多種の疾患の早期発見を目的としたサービスも広く普及しており、船舶のオーバーホール施設になぞらえて人間ドックと呼ばれる。
また労働安全衛生法により、危険物・特定の化学物質などを扱う職業の従事者は、それに応じた健康診断を定期的に受けることが義務づけられており、この健康診断は、重大な職業病の発生を未然に防ぐことが目的という点で、一般的なものとはやや性格を異にする。

### 健診5項目
厚生科学研究班が、一般向けに作成したガイドライン（Minds医療情報サービス）に受診すべき健診5項目と対象疾患について解説がある。
1. 喫煙に関する問診（対象疾患：喫煙行為）
2. 身長・体重（対象疾患：肥満、その結果として生じる疾患）
3. 血中脂質（対象疾患：脂質異常症）
4. 血圧（対象疾患：高血圧症、高血圧症に続発する疾患）
5. 空腹時血糖・グリコヘモグロビンHbA1c（対象疾患：糖尿病）

### 法律で義務付けられる健康診断

#### 労働安全衛生法
労働者の健康診断は、労働安全衛生法第66条以下および労働安全衛生規則によって定められている。この実施は事業者の義務であり（労働安全衛生法第66条1項）、使用者による健康診断の不実施は法違反となり、50万円以下の罰金に処せられる（労働安全衛生法第120条）。

##### 一般健康診断
一般健康診断の11項目（労働安全衛生規則44条）
1. 既往歴、業務歴の調査
2. 自覚症状、他覚症状の有無の検査
3. 身長、体重、腹囲、視力、聴力の検査
4. 胸部エックス線検査、喀痰検査
5. 血圧の測定
6. 貧血検査
7. 肝機能検査
8. 血中脂質検査
9. 血糖検査
10. 尿検査
11. 心電図検査

雇用主は、常時使用する労働者に対し、以下の健康診断を実施しなければならない。派遣労働者については、派遣元が実施しなければならない。
- 雇入時健康診断
- 定期健康診断  - 一般業務の従事者は年1回以上、特定業務従事者では半年に1回以上（特定業務とは、労働安全衛生規則第13条2項で定める、その業務に常時500人以上の労働者を従事させる場合に、産業医の専属が義務付けられる有害業務のこと）。

パートタイム労働者については、以下の1，2いずれにも該当する場合には、「常時使用する労働者」に該当する（定期健康診断、特定業務従事者の健康診断においても同様）。
1. 1週間の所定労働時間が当該事業場の同種の業務に従事する通常の労働者の1週間の所定労働時間の4分の3以上であること
2. 期間の定めのない労働契約により使用される者、又は有期労働契約により使用される者であって「当該有期労働契約の契約期間が1年（特定業務従事者は6か月）以上である者」「契約の更新により1年（特定業務従事者は6か月）以上使用されることが予定されている者及び1年（特定業務従事者は6か月）以上引き続き使用されている者」のいずれかに該当する者

##### 職業性ストレスチェック
医師等による心理的な負担の程度を把握するための検査（ストレスチェック）の実施が、2015年12月より、常時使用する労働者数が50人以上の事業者の義務となった（労働安全衛生法第66条の10）。50人未満の事業場については当面の間努力義務とされる。事業者は、常時使用する労働者に対し、1年以内ごとに1回、定期に、法で指定する職業性ストレスの検査を行わなければならない。

##### 特定の労働者
- 海外派遣労働者の健康診断

労働者を本邦外の地域に6か月以上派遣しようとするときは、あらかじめ、当該労働者に対し、一般項目及び法で指定する項目のうち、医師が必要であると認める項目について、医師による健康診断を行わなければならない（労働安全衛生規則第45条の2）。
本邦外の地域に6か月以上派遣した労働者を、本邦の地域内における業務に就かせるときは、当該労働者に対し、一般項目及び法で指定する項目のうち、医師による健康診断を行わなければならない。
- 給食従業員の健康診断

事業に附属する食堂又は炊事場における給食の業務に従事する労働者に対し、その雇入れの際又は当該業務への配置替えの際、検便による健康診断を行なわなければならない（労働安全衛生規則第47条）。
- 有害業務従事者の健康診断

事業者は、法で指定する有害業務に従事する労働者に対し、その業務の区分に応じ、雇入れ又は当該業務への配置替えの際及びその後所定の期間（四アルキル鉛業務は3ヶ月、その他は6ヶ月）以内ごとに1回、定期に、医師による特別の項目についての健康診断を行なわなければならない（労働安全衛生法第66条2項）。有害業務に従事させたことのある労働者で、現に使用しているものについても、労働者が常時従事していた業務の区分に応じ、6か月以内ごとに1回（一定項目については1年以内ごとに1回）、定期に、医師による特別の項目についての健康診断を行なわなければならない。
事業者は、歯又はその支持組織に有害なもののガス、蒸気又は粉じんを発散する場所における業務に常時従事する労働者に対し、その雇入れの際、当該業務への配置替えの際及び当該業務についた後6か月以内ごとに1回、定期に、歯科医師による健康診断を行なわなければならない（労働安全衛生法第66条3項）。

#### 学校保健安全法
学校保健安全法においては、生徒および教員に対し、毎年の健康診断義務を定めている。

第十三条　学校においては、毎学年定期に、児童生徒等（通信による教育を受ける学生を除く。）の健康診断を行わなければならない。

第十五条　学校の設置者は、毎学年定期に、学校の職員の健康診断を行わなければならない。

#### 児童福祉施設
児童福祉施設の入所者に対し、児童福祉施設の設備及び運営に関する基準第12条により入所時及び少なくとも年2回の定期健康診断が学校保健安全法に準じて行われる。

### 任意に行われる健康診断

#### 特定健診
40歳を超えた者は高齢者の医療の確保に関する法律に基づき、保険者による特定健診・特定保健指導の対象となる。なお労働安全衛生法による健康診断（事業者検診）は特定健診に優先して実施義務があり、事業者検診の結果を提出することで特定健診を実施したとみなされる。

#### 健康保険法による保健事業
健康保険法を根拠とし、保険者の任意によって行われる保健事業（努力義務）のひとつ。全国健康保険協会（協会けんぽ）では生活習慣病予防健診として実施している。他の健康保険組合でも類似の名称であったり、人間ドックとして行われることもある。

健康保険法第150条　保険者は、高齢者の医療の確保に関する法律第二十条の規定による特定健康診査及び同法第二十四条の規定による特定保健指導を行うものとするほか、特定健康診査等以外の事業であって、健康教育、健康相談及び健康診査並びに健康管理及び疾病の予防に係る被保険者及びその被扶養者の自助努力についての支援その他の被保険者等の健康の保持増進のために必要な事業を行うように努めなければならない。

#### 母子および乳幼児
市町村は以下の乳幼児に対して、政令で定める乳幼児健康診査を行わなければならない（母子保健法12条）。
- 満一歳六か月を超え満二歳に達しない幼児
- 満三歳を超え満四歳に達しない幼児

政令においては、受診の年齢（4か月、1歳6か月、3歳）や診察項目が決められている。

#### 被爆者
原子爆弾による被爆者に対する健康診断として、毎年2回の定期健康診断と、年2回を限度とする希望による健康診断（うち1回はがん検診を受診可）がある。

#### 病院
病院・診療所において、各種の健康診断が行われている。一般的な健康状態評価および人間ドックサービスの他、労働安全衛生法で義務付けられている健康診断の振り替えとして行われる場合がある。

#### 保健所
保健所では、健康診断の簡略なものとして老人保健法による基本健康診査（住民検診）を行っている。自治体によっては、健康診断受診奨励金や、交通手当を支給しているところもある。

#### 家庭用
健康診断に出かける手間を省くため、または特定の項目について頻度の高い検査を行うため、家庭で簡単に健康診断を行うための検査キットが市販されている。また、検査キットを郵送することにより健康診断を行っている機関がある。次のような検査項目がある。
- 血糖値
- 骨代謝（カルシウムの排泄量）
- 大腸癌
- 子宮頸癌
- 肺癌
- 胃癌
- 前立腺癌
- 性感染症

### 行政勧告による
感染症法により、一類感染症、二類感染症、三類感染症及び新型インフルエンザ等感染症等の患者に対し、都道府県知事は健康診断の勧告ができ（17条1項）、感染症にかかっていると疑うに足りる正当な理由があるにもかかわらず勧告に従わない場合には当該職員に健康診断を行わせることができる（17条2項）。

### 受診時の注意
- 受診に適した服装で受診する[5]。
  - 化粧・マニキュアなどは誤診の原因になるので着用しないようにする。
  - 長い髪の場合レントゲン撮影時に写ってしまわないよう、束ねられるようにする[6][7]。
  - 受診時、注意を要する（受診項目によっては着用不可）服装・履物
    - 肌に密着した被服やタートルネック - 胴体・腕・脚を対象とした受診時に被服を簡単に捲り上げたり着脱が困難。タートルネックは着用したままで首を対象とした受診が困難。
    - 無地・無装飾でなく、布のみで構成されていない被服や装身具 - エックス線撮影時、影が出来て正常に撮影が出来ない。
    - 健診用ブラジャーかそれに準じたブラジャーを除くファウンデーション（スポーツブラ等も[8]）やランジェリー - 着用したままで胴体を対象とした受診が困難な上に簡単に着脱が困難。一部はブラジャーも外して乳房を露出させる受診（マンモグラフィーや撮影による脊柱検査等）もある。
    - ロングスカート - 受診場所が狭い場合に邪魔となる。
    - ワンピース - 胴体を対象とした受診などで下から捲り上げなくてはいけなくなる。
    - ストッキング・ブーツなど長い丈の靴下・靴 - 着用したままで脚を対象とした受診が困難な上に簡単に着脱が困難。

  - トップスはゆったりした無地・無装飾、布のみで構成されたTシャツなど、ボトムスは柔らかく伸びやすいジャージパンツなど、靴は簡単に脱ぎ履きができるスリッポン型など、靴下は簡単に着脱が出来る短い丈が便利。
  - 不必要な露出を避けるためにタオル（エプロン型タオル・ラップタオル）やケープを使用して受診が可能な場合もある[9]。
- 食事の摂取などの条件が指定されている場合には、それに従う。例えば、胃内視鏡検査の場合、米食ならば10時間、パン食ならば6時間以上の絶食が求められる。

### 問題点

#### 検診の有効性の保証
健康診断の究極の目的は、対象者にできるだけ健康で長生きしてもらうことであり、つまりマクロで見れば対象の平均寿命の延長である。病気を早期発見でき、早めに対処できるのは無条件に良いことと簡単に考えられがちであるが、実際には以下に挙げる様々な要因のため、健康診断はマクロ的に無効で資源の無駄であるばかりか、健康に逆効果となる可能性すらある。
実施主体が、多くの金銭的負担を抱えるものである以上、その有効性がコストに見合うだけのものであることは統計的、疫学的に証明されなければならないが、多くの場合はそれらの証明には非常に長い歳月を要するため、不十分なエビデンスや予想によって検診を行わざるを得ないこともある。1970年代以降、日本の人間ドックなどでも行われている、胸部X線検査や肝機能血液検査など多くの項目は検診の有効性がないという研究結果から、欧米の医学界では多相式健康診断による死亡の率低下に対する有効性は否定されている。2005年に厚生労働省の研究班が行った健康診断の各項目の有効性の検証では、主な24種類の検査と問診の内、16種が「有効性の証拠がない・見つからない」と評価されている。このような点で、論争を生じている代表例としてメタボリックシンドロームも参照。
- 「健康診断による害」は、「健康診断による利益」よりも先に出現する。無症状の患者に対する採血や内視鏡をはじめとする侵襲や放射線被曝によって、稀ながら合併症が生じる。また無症状の段階で病気を早期発見し、内服や手術による治療を行えば、それによる合併症も一定の割合で生じる。たとえば肺癌のCT検診については、あまりに小さな肺癌をCTで発見できても手術の合併症リスクが高すぎるとして、有効性を疑問視する意見がある[要出典]。
- 健康診断によって疾病を早く発見しても、5年生存率などの指標は上がるが、それが必ずしも最終目的である寿命を延ばしたことを意味しない。ステージI（早期・無症状）で切除すれば平均余命が5年、ステージIV（末期・症状出現）なら平均余命が1年、という癌がある場合、検診でステージIの患者をたくさん見つければ「この癌を持った患者全体の5年生存率」は確実に上昇する。しかし仮にこの癌が、放置してもステージIからIVまで進行して症状が出るのに平均4年かかるのだとすれば、実際には検診は全く寿命を延長しておらず、総合的には、単に患者に早期から不安と侵襲を与えただけになってしまう。見かけ上は癌の治療成績が良くなるので、これをリード・タイム・バイアス lead time biasと呼ぶ。前立腺癌のPSA検診や乳癌検診などではこのような仕組みにより、寿命の延長に繋がらないのではないかという意見がある[要出典]。
- 極端な場合、寿命そのものにほとんど影響しない進行の遅い病気や、そもそも健康に悪影響のない疾患を誤って拾い上げて無用な治療を施し、却って害をなしてしまうことすらあり、前者をlength bias、後者をoverdiagnosis biasと呼ぶ。成人の甲状腺癌や新生児の神経芽細胞腫で実際にこのような事態が起こったため、現在これらの疾患において集団検診はなされていない。脳ドックによる動脈瘤の発見についてもこの種のバイアスが存在する可能性が指摘されている[要出典]。

なお、この節で挙げた例はいずれも専門家でも意見の一致がないものや現在進行形で評価中のものが含まれており、検診が無効であると主張しているわけではないことに注意。

#### その他の問題点
- 定期健康診断の検査方法は、簡単、迅速を主旨としているので、健康状態の判定の目的に対して最良のものとは限らない。例えば、糖尿病の検査としては、定期健康診断等の項目である尿糖検査よりも、血糖検査の方が精度等の点で優れているとされる[要出典]。
- 大量の受診者に対応するので、場合によっては検査の精度が劣ったり、疾病を見落とす危険性が指摘されている。また、検査項目によっては受診しなかったり、受診頻度が少ないために、疾病の早期発見ができず、疾病が悪化してしまう危険性も指摘されている[要出典]。
- 健診項目によっては下着やプライベートゾーンを露出させる必要があり、思春期以降の児童生徒を中心に他の児童生徒や教師・医師などに下着やプライベートゾーンが見られることで苦痛になり、特に思春期（Thelarche）以降の女子は、男子児童生徒や男性の教師・医師などに下着やプライベートゾーンが見られることでなお一層苦痛になる場合もある。女子児童生徒がブラジャーも外してトップレスで受診することがあり、トップレスで受診することに女子児童生徒の保護者から疑問の声がある[12]。一方で検診時に下着やプライベートゾーンを露出させた上で着衣によって隠れる体位の痣や不自然な外傷の有無等を観察することにより、虐待やいじめ、自傷行為等がないかを確認する貴重な機会になっている[9]。
  - 女子は健診用ブラジャーかそれに準じたブラジャー（スポーツブラ等は除く）を着用したまま受診が可能だったり、タオルやケープを使用して受診が可能な場合がある（受診時の注意も参照）。
  - 体重測定時、実際の体重に衣類の重量が極力加わらないように以前はパンツ一丁で測定することが多かったが、小学校以上でパンツ一丁は苦痛になることから近年は学校で指定された衣類を着衣したまま体重測定が行われる（衣類の重量を差し引いて測定、測定時の衣類は個々で差し引く衣類の重量が異ならないように統一される）ことが多くなっている。未就学児の場合は実際の体重が軽く、着衣の重量が加わると誤差が大きくなるため、幼稚園・保育所・認定こども園や医療機関などで未就学児を測る際はボトムスは園指定の衣類着用のままで上半身裸（トップレス）かパンツ一丁の場合が多く、赤ちゃんを中心として全裸で測定することもある。
- 一部の企業において、義務付けられている社員への健康診断を実施しないケースが散見される[要出典]。
- 日本の無認可の外国人学校は日本の法律の対象外であり、健康診断が義務づけられていない。
- 就業規則に「入れ墨（タトゥー）の禁止」の項目がある企業では、健康診断において入れ墨（タトゥー）が発覚した場合懲戒解雇や懲罰の対象になる事がある。只、労働契約法（16条）では「客観的に合理的な理由に欠き、社会通念上相当であると認められない場合は、その権利を濫用したものとして、無効とする」とされる為、入れ墨（タトゥー）の有無だけを理由に解雇することは不当行為である。実際のところ、解雇・懲罰の対象になるか否かはケースバイケースである（就職時の健康診断で発覚せずとも、入社後に入れ墨・タトゥーを入れる者も存在する為）。
- 体脂肪率が低くてもBMIが高くなりがちなボディビル体型などの特殊な事例に対応しておらず、極端な例では腹囲が「A」判定にも拘らずBMIだけを参照されて機械的に「肥満体型」と判定される場合もある。

#### 事件
- 2008年に、神奈川県相模原市の労働者派遣会社が、請負社員に健康診断を受けさせなかった上、健康診断書を偽造して、結核患者をゼネコンの建設現場へ派遣し、その結果、結核の二次感染が発生していたことが発覚している[13]。この会社は、常習的にこうした行為を行っていた事実も明らかになっている。
- 神戸市の外郭団体の予防医学協会が2010年7月に実施した健康診断において、検査用試薬の配備を忘れて尿検査を実施しないまま、血液検査での検診結果を「正常」と捏造していた事実が判明している[14]。
- 2021年と2022年に、岡山市、甲府市、西宮市で男性医師が健康診断中に上半身裸（トップレス）や下着姿の女子児童・女子生徒を盗撮する事件が発覚した（医師による健康診断盗撮事件）。

## 中国における健康診断
中国では読影困難な写真による診断や検査部位を把握しないままでの検査機器の操作などが問題となっており、撮影技術や読影技術など健診従事者の人材育成や研修が課題になっている。
中国の沿海部や大都市では健診サービスを展開する医療機関で価格競争がおきている。一方で富裕層では日本式の健康診断が評価を受けており高い費用を支払っても受けたいという人々も存在している。

## 東南アジアにおける健康診断

### インドネシア
インドネシアでの政府の重点的な取り組みは結核など感染症の早期発見にあり、がんや生活習慣病などは次の段階にある。都市部では食事の欧米化が進み中間層にも生活習慣病予備軍が拡大しており、健診の実施による早期発見、早期治療の重要性や健診の実施により医療費の大幅な抑制が可能なことは理解されている。しかし、インドネシアでは健康診断について予算化されておらず自費での受診となる。

### ミャンマー
ミャンマーでは健康診断以前に医療環境が未整備な状況である。日本式の健診車による健診事業も検討されたが、まずは健診車よりも医療機器の整備されていないクリニックを巡回する医療車としてのニーズに応える事業が検討されている。

## 健診代行サービスアウトソーサー
企業が従業員の健康診断を円滑に実施するため、予約管理や結果管理といった事務作業を代行するサービスです。
これらのサービスは、従業員の受診を促す案内から、医療機関への予約、診断結果のデータ入力・管理、有所見者への再検査勧奨まで、健康診断に関する一連の業務を支援します。これにより、企業の担当者は業務負担を軽減でき、従業員は自身の健康状態をよりスムーズに把握できるものである

### 主な健診代行サービス
けんさぽ（株式会社Personal Health Tech）
健診代行サービス（株式会社バリューＨＲ）
VCバリューパック（株式会社バリューＨＲ）
Reloかんたん健診管理（株式会社リロクラブ）
健診事務代行サービス（株式会社イーウェル）

## 健康管理システムアウトソーサー
企業の健康診断の管理を効率化するために開発されたシステム。
従業員の健康診断の予約や結果をデータとして一元管理し、労働安全衛生法に基づく各種対応（産業医面談の手配、有所見者へのフォローなど）をサポートします。クラウド型サービスが主流であり、企業の担当者はシステムを通じて従業員の健康データを横断的に把握し、健康経営の推進に役立てることができる。

### 主な健康管理システムアウトソーサー
Carely（株式会社iCARE）
健康管理システム Be Health（株式会社エヌ・エイ・シー・ケア）
健診管理システム（株式会社アドバンテッジリスクマネジメント）
健診結果管理システム（株式会社バリューHR）